# Монро Тауншип (округ Клеріон, Пенсільванія)
Монро Тауншип (англ. Monroe Township) — селище (англ. township) в США, в окрузі Клеріон штату Пенсільванія. Населення — 1487 осіб (2020).

## Демографія
Згідно з переписом 2010 року, у селищі мешкали 1544 особи в 620 домогосподарствах у складі 417 родин. Було 669 помешкань
Расовий склад населення:
| - 97,0 % — білих - 0,8 % — азіатів - 0,7 % — чорних або афроамериканців - 0,1 % — корінних американців |

До двох чи більше рас належало 1,2 %. Частка іспаномовних становила 0,4 % від усіх жителів.
За віковим діапазоном населення розподілялося таким чином: 19,5 % — особи молодші 18 років, 65,7 % — особи у віці 18—64 років, 14,8 % — особи у віці 65 років та старші. Медіана віку мешканця становила 43,8 року. На 100 осіб жіночої статі у селищі припадало 98,7 чоловіків;  на 100 жінок у віці від 18 років та старших — 98,9 чоловіків також старших 18 років.
Середній дохід на одне домашнє господарство  становив 62 336 доларів США (медіана — 50 000), а середній дохід на одну сім'ю — 73 445 доларів (медіана — 62 734). Медіана доходів становила 41 875 доларів для чоловіків та 33 083 долари для жінок. За межею бідності перебувало 16,3 % осіб, у тому числі 31,2 % дітей у віці до 18 років та 7,6 % осіб у віці 65 років та старших.
Цивільне працевлаштоване населення становило 623 особи. Основні галузі зайнятості: освіта, охорона здоров'я та соціальна допомога — 35,2 %, роздрібна торгівля — 11,1 %, виробництво — 9,8 %.